# Arancha González
María Aránzazu «Arancha» González Laya (San Sebastián, 22 maggio 1969) è una giurista e politica spagnola.

## Biografia
Nata a San Sebastián il 22 maggio 1969, González è cresciuta nel comune basco di Tolosa. Si è laureata in giurisprudenza presso l'Università della Navarra e ha conseguito un diploma post laurea in diritto europeo presso l'Università Carlo III di Madrid.
Tra il 2002 e il 2005 González è stata la portavoce della Commissione europea per il commercio e consigliere del commissario europeo Pascal Lamy. Successivamente ha prestato servizio in vari ruoli presso la Commissione europea nell'area del commercio internazionale e delle relazioni esterne, compresi i negoziati sugli accordi commerciali tra l'UE e il Mercosur, l'Iran, il Consiglio di cooperazione del Golfo, i Balcani e i paesi del Mediterraneo. Ha anche aiutato i paesi in via di sviluppo a beneficiare delle opportunità commerciali in Europa.
González è stata capo dello staff di Pascal Lamy nel suo ruolo di direttore generale dell'OMC tra il 2005 e il 2013. In tale veste è stata intimamente coinvolta nella creazione dell'iniziativa Aid for Trade dell'OMC, nonché del quadro integrato rafforzato, un'impresa di diverse organizzazioni internazionali che contribuiscono a rafforzare la capacità commerciale nei paesi più poveri del mondo. Ha servito come rappresentante del direttore generale dell'OMC (Sherpa) al G-20.
Il 10 gennaio 2020 viene nominata ministro degli affari esteri, dell'Unione europea e della cooperazione internazionale nel secondo governo del Primo ministro Pedro Sánchez, entrando in carica il 13 gennaio; ricopre l'incarico fino alla sua sostituzione nel luglio dell'anno successivo, nell'ambito di un parziale rimodellamento del suddetto governo.